# Спорняк (гміна Конопниця)
Спорняк (пол. Sporniak) — село в Польщі, у гміні Конопниця Люблінського повіту Люблінського воєводства.
Населення — 249 осіб (2011).
У 1975-1998 роках село належало до Люблінського воєводства.

## Демографія
Демографічна структура станом на 31 березня 2011 року:
|          | Загалом | Допрацездатний вік | Працездатний вік | Постпрацездатний вік |
| -------- | ------- | ------------------ | ---------------- | -------------------- |
| Чоловіки | 125     | 31                 | 85               | 9                    |
| Жінки    | 124     | 20                 | 72               | 32                   |
| Разом    | 249     | 51                 | 157              | 41                   |